# Amphisbetia simplex
Amphisbetia simplex är en nässeldjursart som först beskrevs av Lendenfeld 1885.  Amphisbetia simplex ingår i släktet Amphisbetia och familjen Sertulariidae. Inga underarter finns listade i Catalogue of Life.